# Монтейру, Диогу
Дио́гу Пинье́йру Монте́йру (порт. Diogo Pinheiro Monteiro; род. 28 января 2005, Женева) — португальский и швейцарский футболист, центральный защитник клуба «Арока».

## Клубная карьера
Уроженец Женевы (Швейцария), Диогу начал футбольную карьеру в клубе «Этуаль». В 2018 году перешёл в молодёжную команду клуба «Серветт». 15 июня 2020 года подписал свой первый профессиональный контракт с клубом. 6 марта 2021 года дебютировал в основном составе «Серветта» в матче швейцарской Суперлиги против «Базеля». В возрасте 16 лет, 1 месяца и 9 дней стал самым молодым защитником, сыгравшим в матче швейцарской Суперлиги.
31 января 2023 года перешёл в «Лидс Юнайтед», заключив контракт до июня 2026 года. Выступал за молодёжную команду. 11 августа 2025 года подписал контракт с португальской «Арокой». 50% прав на Диогу остались за английской командой.

## Карьера в сборной
Несмотря на то, что Монтейру родился в Швейцарии, с 2019 года он выступал за юношеские сборные Португалии (до 15 и до 16 лет).